# Uzavřené město

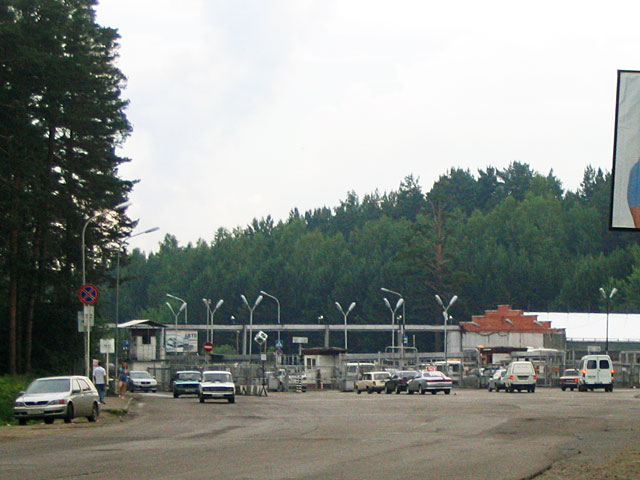
Přechod ve městě Seversk

Uzavřené město je termín pro sídla v bývalém Sovětském svazu, ve kterých platily přísné omezující podmínky pro pohyb a pobyt osob. Velmi často se tajila i jejich samotná existence. Tato sídla jsou v Rusku nyní známá jako „uzavřené administrativně-územní útvary“ (rusky закрытые административно-территориальные образования, ЗАТО).

## Historie

Mapa s federálními subjekty obsahující uzavřená města, kde probíhal jaderný výzkum a vývoj

Uzavřená města byla založena na konci 40. let 20. století a byla známá jako „poštovní schránky“ (to bylo odvozeno od zvyku zasílání pošty do těchto měst přes poštovní schránky v jiných městech). Dají se rozdělit na dvě kategorie. Do první spadají sídla s citlivými vojenskými, průmyslovými a vědeckými zařízeními jako jsou vojenské základny nebo centra jaderného výzkumu. Mezi tyto se řadily například město Perm (centrum sovětské výroby tanků), Gorkij (místo, kde byl zadržován disident Andrej Sacharov) a Vladivostok (základna sovětské tichomořské floty).
Druhou kategorii tvořila příhraniční města (nebo dokonce celé oblasti, jako např. Kaliningradská oblast), která byla uzavřena z bezpečnostních důvodů.
Umístění mnoha uzavřených měst bylo vybráno s ohledem na jejich geografické charakteristiky. Často byla zakládána na odlehlých místech Uralu nebo Sibiře mimo dosah nepřátelských bombardérů. Z důvodu velké spotřeby vody v těžkém průmyslu a pro jaderné technologie byla také budována v dosahu řek nebo jezer. Obyvatelstvo již existujících sídel v okolí bylo využíváno jako pracovní síla při jejich výstavbě. I přes původní záměr, že restrikce u těchto sídel budou pouze dočasné, v praxi vedla tato města v podstatě samostatný život a stala se jedním z rysů sovětského systému.
Pohyb osob do uzavřené oblastí i ven z ní byl přísně kontrolován. Cizinci měli vstup zcela zakázán a občané Sovětského svazu museli mít zvláštní povolení jak pro vstup, tak pro opuštění oblasti. Všichni noví obyvatelé museli projít prověrkami NKVD nebo jejích nástupnických organizací. Některá uzavřená města byla fyzicky uzavřena plotem s ostnatým drátem, monitorovaným ozbrojenými strážemi.

## Současnost
Hlavní změny v politice uzavřených měst nastaly na přelomu 80. a 90. let 20. století. Některá města, jako například Perm, byla otevřena ještě před pádem Sovětského svazu a jiná jako Kaliningrad a Vladivostok, zůstala uzavřená až do konce roku 1992. Nová ústava Ruské federace z roku 1993 podnítila významné změny i ve statutu uzavřených měst, které byly tímto přejmenována na „uzavřené administrativně-územní útvary“ (ZATO podle ruské zkratky).

### Rusko
Nyní je v Rusku celkem 42 veřejně známých uzavřených měst s celkovým počtem 1,5 milionu obyvatel. 75 % z nich je spravováno ruským Ministerstvem obrany a ostatní Ruskou federální agenturou pro atomovou energii, dříve Ministerstvem pro atomovou energii (Minatom). Názvy a lokace přibližně dalších 15 měst zatím ruská vláda nezveřejnila 
Počet uzavřených měst v Rusku je stanoven vládním výnosem (viz Externí odkazy). Patří tam:
- Archangelská oblast – Mirnyj;
- Astrachaňská oblast – Znamensk;
- Baškortostán – Mežgorje;
- Čeljabinská oblast – Ozjorsk, Sněžinsk, a Trjochgornyj;
- Kamčatský kraj – Viljučinsk;
- Krasnojarský kraj – Zelenogorsk, Norilsk a Železnogorsk;
- Moskevská oblast – Krasnoznamensk;
- Murmanská oblast – Gadžijevo, Ostrovnoj, Poljarnyj, Severomorsk, Sněžnogorsk a Zaozjorsk;
- Nižněnovgorodská oblast – Sarov;
- Penzenská oblast – Zarečnyj;
- Přímořský kraj – Bolšoj Kameň a Fokino;
- Saratovská oblast – Šichany;
- Sverdlovská oblast – Lesnoj a Novouralsk;
- Tomská oblast – Seversk;
- Vladimirská oblast – Radužnyj.

Některá z nich jsou otevřená pro zahraniční investice, ale cizinci mají vstup povolen pouze na zvláštní povolení. V některých městech se angažovaly americké firmy v rámci Nuclear Cities Initiative (NCI) (Iniciativa jaderných měst), vytvořená společně americkým národním úřadem jaderné bezpečnosti a ruským Ministerstvem pro atomovou energii, která částečně zahrnovala města Sarov, Sněžinsk a Železnogorsk. Úkolem bylo zajistit zaměstnání pro ruské jaderné vědce, aby se zabránilo jejich odchodu do zahraničí.
Počet uzavřených měst byl od poloviny 90. let 20. století značně zredukován, ale ještě v roce 2001 byl cizincům (kromě občanů Běloruska) zakázán vstup do měst Norilsk, Talnach, Kajerkan, Dudinka a Igarka. Ruští občané musejí mít pro vstup zvláštní cestovní povolení.

### Kazachstán
V Kazachstánu jsou 2 uzavřená města pod ruskou správou. Je to Bajkonur (dříve Leninsk), město vybudované jako zázemí pro Kosmodrom Bajkonur, a Kurčatov na Semipalatinské testovací základně.

### Ukrajina
Ukrajina měla dvě uzavřená města: přístav Sevastopol a průmyslové centrum Dněpropetrovsk. Omezení trvala do poloviny 90. let 20. století.

### Estonsko
Na území Estonska existovala dvě uzavřená města – Sillamäe a Paldiski. Jako ve většině ostatních průmyslových městech žila i zde ruská většina. V Sillamäe sídlila chemická továrna vyrábějící palivové články pro sovětské jaderné elektrárny. Sillamäe bylo uzavřené do vyhlášení nezávislosti Estonska v roce 1991. V Paldiski byla výcviková základna sovětského jaderného ponorkového loďstva a město bylo otevřeno až po odjezdu poslední ruské lodi v roce 1994.